# La pequeña pícara
La pequeña pícara (en inglés: Curly Sue y en algunas zonas de Hispanoamérica Ricitos de Oro) es una película de comedia de 1991 protagonizada por James Belushi, Alisan Porter y Kelly Lynch. La película fue escrita y dirigida por John Hughes. La música fue compuesta por Georges Delerue.
La película fue la primera y la única película dirigida por John Hughes que fue distribuida por Warner Bros.

## Sinopsis
Un hombre sin hogar llamado Bill Dancer (James Belushi) y su joven compañera llamada Curly Sue (Alisan Porter) sobreviven por medio de estafar a la gente. Después de mudarse de Detroit a Chicago, el dúo trata de estafar a la atractiva abogada Grey Ellison (Kelly Lynch) haciéndola creer que atropella a Bill (cuando en realidad este se tira a propósito) con la esperanza de que los invite a comer. Al otro día, Grey choca su coche de verdad con Bill por lo que esta los invita a pasar la noche en su lujoso apartamento incluso por encima de las objeciones de su malvado prometido Walker. A la mañana siguiente Grey se da cuenta de que en verdad Curly es analfabeta y acusa a Bill de ser un aprovechador y él le cuenta que no es su verdadero padre ya que conoció a su madre en un bar de Florida y que crio a Curly desde bebé. Grey sugiere que Curly se quede con ella, pero esto sólo irrita a Bil. Finalmente Grey deja que ambos se queden allí el tiempo que quieran. Bill consigue trabajo, sin embargo de un día para el otro Bill es arrestado por sus estafas. Grey paga su fianza y descubre que realmente el que entregó a Bill fue Walker y ésta lo deja. Con el tiempo Bill y Grey se enamoran y forman una familia junto con Curly.

## Elenco
- James Belushi ... Bill Dancer
- Kelly Lynch ... Grey Ellison
- Alisan Porter ... Curly "Ricitos" Sue
- John Getz ... Walker McCormick
- Fred Dalton Thompson ... Bernard Oxbar
- Cameron Thor ... Maitre D'
- Branscombe Richmond ... Albert
- Steve Carell ... Tesio (acreditado como Steven Carell)
- Burke Byrnes ... Dr. Maxwell

## Lanzamiento
Debutó en el número 2 en la taquilla.
Fue lanzada en América del Norte el 25 de octubre de 1991, y recaudó US$33,691,313 en el mercado.